# 100th Window
100th Window è il quarto album in studio del gruppo musicale britannico Massive Attack, pubblicato il 10 febbraio 2003 dalla Virgin Records.

## Tracce
Testi e musiche di Robert Del Naja e Neil Davidge, eccetto dove indicato.
1. Future Proof – 5:37
2. What Your Soul Sings – 6:37 (Robert Del Naja, Neil Davidge, Sinéad O'Connor)
3. Everywhen – 7:37
4. Special Cases – 5:09 (Robert Del Naja, Neil Davidge, Sinead O'Connor)
5. Butterfly Caught – 7:33
6. A Prayer for England – 5:44 (Robert Del Naja, Neil Davidge, Sinead O'Connor)
7. Small Time Shot Away – 7:57
8. Name Taken – 7:47
9. Antistar – 19:35 – contiene una traccia fantasma strumentale senza titolo

## Formazione
Musicisti
- Robert Del Naja – programmazione, tastiera, voce, arrangiamento strumenti ad arco
- Neil Davidge – programmazione, tastiera, arrangiamento strumenti ad arco
- Alex Swift – programmazione e tastiera aggiuntive
- Sinéad O'Connor – voce
- Horace Andy – voce
- Angelo Bruschini – chitarra
- Damon Reece – batteria
- Jon Harris – basso
- Stuart Gordon – violino
- Skaila Kanga – arpa
- Craig Pruess – arrangiamento e conduzione strumenti ad arco

Produzione
- Robert Del Naja – produzione
- Neil Davidge – produzione
- Lee Shephard – registrazione, ingegneria del suono
- Mark "Spike" Stent – missaggio
- Paul "P Dub" Walton – assistenza al missaggio
- David Treahearn – assistenza al missaggio
- Robert Haggett – assistenza al missaggio
- Tim Young – mastering
- Mike Ross – registrazione strumenti ad arco